# イオン石和店
イオン石和店（イオンいさわてん）は山梨県笛吹市にある、イオンリテール運営の総合スーパー（GMS）である。

## 概要

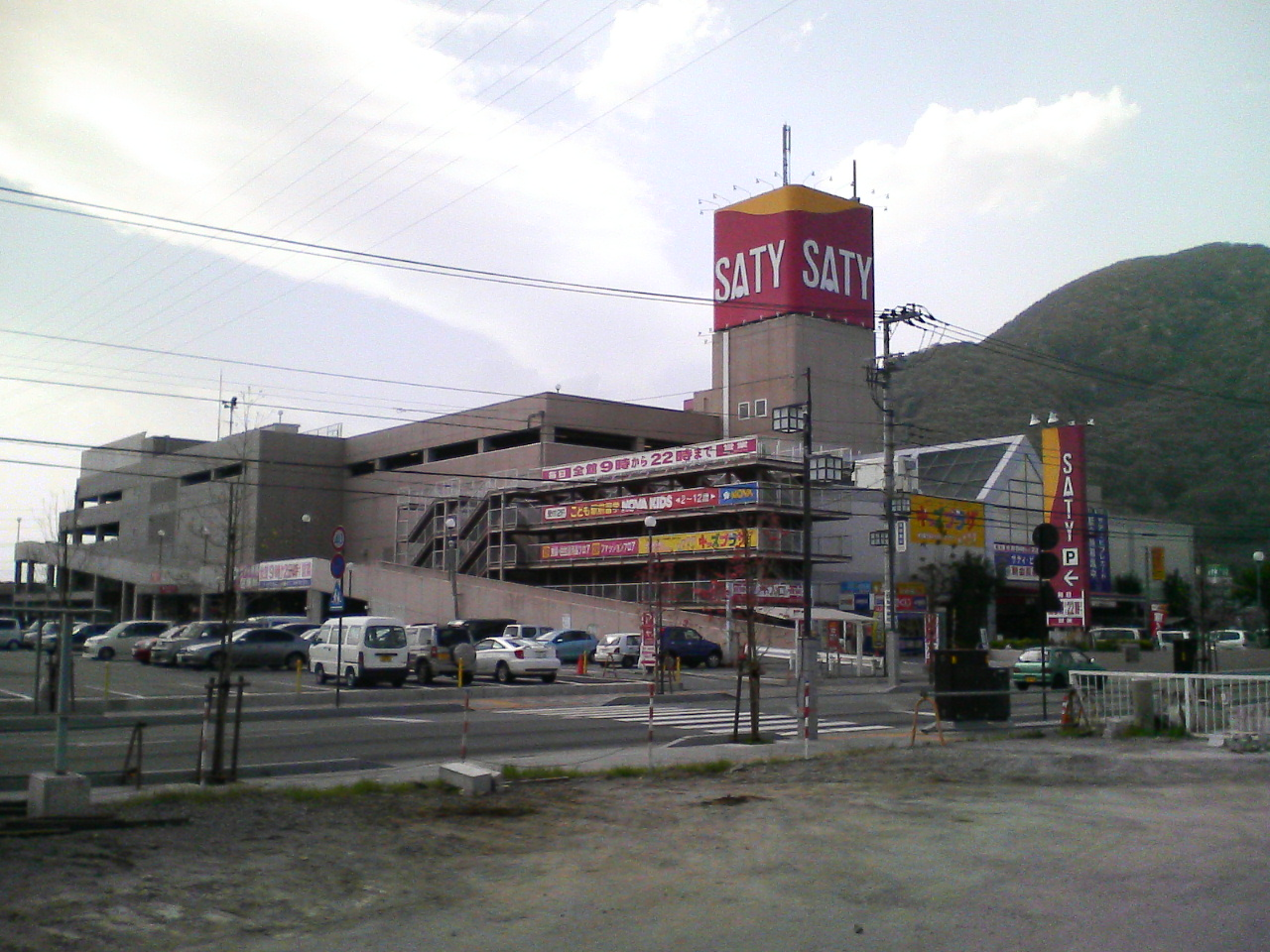
サティ時代の外観（2006年4月）

1990年（平成2年）2月に「ニチイ石和店」として開店したが、1997年（平成9年）4月18日の業態転換に伴い「石和サティ」となった。その後、2011年（平成23年）3月1日の合併に伴って運営会社がイオンリテールとなり、同時に店舗名も「イオン石和店」に変更されている。
2008年（平成20年）5月30日のリニューアルに合わせ、1階の食品ゾーンは、マックスバリュ東海が運営する「マックスバリュ」がテナント入居する形となった。その後、マックスバリュは2015年（平成27年）3月14日にディスカウント型食品スーパーである「ザ・ビッグ」へ業態転換した。
このような経緯から、総合スーパーのイオンの中にフードディスカウントストアのザ・ビッグが入居する特殊な業態となっている（他にはイオン江北店とザ・ビッグ江北店(佐賀県杵島郡江北町)の例が存在する）。
なお、2018年7月から、3階フロアのモーリーファンタジーが、1階旧ニチゴランドの位置に移転し、3階フロアは改装の為閉鎖中となっている。

## テナント
主なテナントは以下の通り。
- モーリーファンタジー（1階）
- セリア（2階）

## アクセス
- 石和温泉駅より徒歩4分[広報 4]
- 甲府駅バスターミナル5番乗り場より山梨交通バス98・99系統に乗車、「石和温泉駅」バス停下車すぐ[独自研究?]